# Aleksa Palladino
Aleksa Palladino, född 21 september 1980 i New York, är en amerikansk skådespelare och sångerska, känd för sina roller i Manny & Lo, The Adventures of Sebastian Cole, Find Me Guilty, Wrong Turn 2: Dead End och Before the Devil Knows You're Dead.

## Karriär
Aleksa Palladino debuterade som 14-åring i filmen Manny & Lo, där hon spelade mot Scarlet Johansson.

## Filmografi, i urval

### Film
- 1996 – Manny & Lo
- 2001 – Storytelling
- 2003 – Mona Lisa Smile
- 2006 – Find Me Guilty
- 2007 – Wrong Turn 2: Dead End
- 2004 – Before the Devil Knows You're Dead

### TV
- 2002 – The Sopranos (TV-serie) (1 avsnitt)
- 2003 – Law & Order (TV-serie) (1 avsnitt)
- 2004 – The Sopranos (TV-serie) (1 avsnitt)
- 2005 – Medium (TV-serie) (1 avsnitt)
- 2009 – Law & Order: Criminal Intent (TV-serie) (1 avsnitt)
- 2010 – Boardwalk Empire (TV-serie) (11 avsnitt)
- 2014 – Elementary (TV-serie) (1 avsnitt)
- 2015 – Halt and Catch Fire (TV-serie) (huvudroll)